# Гепи
„Гепи“ (на английски: Snatch) е британско-американска гангстерска комедия, режисирана от Гай Ричи, който също така е и сценарист на филма. Филмът излиза през 2000 година и е с участието на Бенисио дел Торо, Брад Пит, Вини Джоунс и Джейсън Стейтъм.
Действието се развива в подземния свят на Лондон и се движи по две отделни сюжетни линии: една разказва за търсенето на откраднат диамант от Франки „Четирите пръста“ (дел Торо), а другата за нелицензирания промоутър на боксови мачове Турчина (Стейтъм), който се оказва притиснат от безпощаден гангстер. Други колоритни персонажи във филма са ирландския циганин боксьор Мики О'Нийл (Пит), руско-узбекският бивш агент на КГБ Борис „Острието“ Юринов (Раде Шербеджия), американският гангстерски бос „Братовчеда Ави“ (Денис Фарина) и безпощадният ловец на глави Тони Куршумения зъб (Джоунс).
Филмът е известен и с нестандартното заснемане и нетипичен монтаж, както и изненадващи и иронични обрати на съдбата. Действието е забързано, а диалозите динамични. Идеи, теми и мотиви „Гепи“ черпи от предходния филм на Ричи „Две димящи дула“, в който освен това играе и част от актьорския състав на „Гепи“.